# شينيتشي موتو
شينيتشي موتو (باليابانية: 武藤 真一) (2 أبريل 1973 في سنداي في اليابان – )؛ هو لاعب كرة قدم ياباني سابق كان يلعب كلاعب وسط.

## وصلات خارجية
- شينيتشي موتو على موقع رابطة كرة القدم اليابانية للمحترفين (اليابانية)
- شينيتشي موتو على موقع قاعدة بيانات كرة القدم.إي يو (الإنجليزية)
- شينيتشي موتو على موقع عالم كرة القدم.نت (الإنجليزية)